# Antarcticfjellet
De Antarcticfjellet is een berg op Bereneiland, in de Noorse eilandengroep Spitsbergen. De berg is 360 meter hoog en is vernoemd naar het onderzoeksschip schip Antarctic, dat heeft meegeholpen bij het in kaart brengen van Bereneiland.